# Les Saisons de la danse
Pour plus de détails, voir Fiche technique et Distribution.
Les Saisons de la danse est un film germano-belgo-français réalisé par Tommy Pascal, sorti le 22 mars 2025.

## Synopsis
Le film se structure autour de quatre saisons, chacune associée à une chorégraphie, un paysage, un duo de danseurs et un aspect distinct de la relation amoureuse. Ce dispositif donne lieu à une narration chorégraphique dans laquelle chaque chorégraphe s’approprie une saison pour proposer une création originale.
Au printemps, Franck Chartier, de la compagnie Peeping Tom, met en scène la naissance du sentiment amoureux. En été, Bobbi Jene Smith et Or Schraiber traduisent la force de la passion. L’automne est confié au duo de chorégraphes néerlandais Imre & Marne Van Opstal, qui abordent les conflits et les épreuves du couple. Enfin, l’hiver, chorégraphié par la franco-américaine Émilie Leriche, évoque la rupture et le détachement.
Chaque chapitre du film est tourné dans un environnement naturel remarquable. Le printemps suit un cours d'eau depuis une cascade jusqu'à la mer. L'été se déroule dans les dunes d'un désert sans fin. L'automne a pour décor une forêt profonde et des landes pleines de brume. L'hiver se passe sur les crêtes de sommets enneigés dominant une mer de nuages.
C'est un film de danse sur le sentiment amoureux qui explore les différentes phases de celui-ci par le prisme de la danse contemporaine.

## Fiche technique
- Titre original : Les Saisons de la danse
- Titre international : Seasons of dance
- Réalisation et montage : Tommy Pascal
- Producteurs : Boris Berger, Bénédicte Buffière
- Sociétés de production : Le Grizzly, Martha Productions, Héliox Films
- Coproduction : Arte France, Hessisches Staatsballett et Peeping Tom
- Directeur de la photographie : Charles Sautreuil, Raphaël Pannier (Hiver)
- Ingénieur du son : Renaud Duguet, Julien Ravel
- Etalonnage : Nicolas Perret
- Pays d'origine :  France  Allemagne  Belgique
- Genre : film musical
- Durée : 44 minutes
- Année de production : 2025
- Dates de sortie :
  - Eye Film Instituut Nederland : 22 mars 2025[3].
  - RTBF : 24 mars 2025[4].
  - ARTE : 9 avril 2025[5].

## Distribution
- Printemps
  - Chorégraphie : Peeping Tom[6]
  - Interprétation : Sarah Abicht et Alejandro Moja

- Eté
  - Chorégraphie : Bobbi Jene Smith et Or Schraiber[7]
  - Interprétation : Bobbi Jene Smith et Or Schraiber

- Automne
  - Chorégraphie : Imre et Marne van Opstal[8]
  - Interprétation : Ramon John et Peng Chen

- Hiver
  - Chorégraphie : Emilie Leriche[8]
  - Interprétation : Emilie Leriche et Arika Yamada

## Production

### Tournage
Le tournage débute en octobre 2024 et finit en février 2025. Il se déroule dans la Forêt-Noire, à l'île Maurice, dans le Vercors et en Californie.
Le désert des scènes de l'été est un ensemble de dunes appelé Dunes Algodones dans le Comté d'Imperial en Californie du sud qui a servi de décor à de nombreux films tels que Garden of Allah (1936) ou encore Star Wars, épisode IV : Un nouvel espoir (le village de Tatooine). John Ford y a réalisé la version de 1934 de La Patrouille perdue.

### Bande originale
Entièrement musical, le film utilise la composition Recomposed by Max Richter : Vivaldi, the Four Seasons du compositeur allemand Max Richter dans sa version de 2022.

## Distinctions
- Audience Award de la meilleure Vidéodanse au Braga International Videodance Festival 2025.[réf. nécessaire]

## Sélections
- 22 mars 2025, 21e édition de Cinedans au Eye Film Instituut Nederland, Première mondiale, hors compétition[12].
- 11 avril 2025, Braga International Videodance Festival 2025, Semi-finalist
- 26 avril 2025, Bodyscope Dance Film Festival, programmation spéciale de l'Institut français de Saint-Pétersbourg, hors compétition[13]
- 29 avril 2025, Choreoscope Film Festival, hors compétition[14]
- 15 mai 2025, Prague Dance Film Festival, film d'ouverture de l'édition 2025[15]
- 24 septembre 2025, Festival international de télévision Golden Prague (Zlatá Praha)[16]